# José de Barros e Sousa
José de Barros e Sousa (Câmara de Lobos, 1 de março de 1859 - Porto, Dezembro de 1930) foi um magistrado e pioneiro espírita português.

## Biografia
Era filho de José de Barros da Silva,  trabalhador agrícola, e de Valentina Luisa de Sousa, casados em Câmara de Lobos a 18 de novembro de 1857 e residentes no sítio da Torre.
Era neto paterno de António de Barros, natural de Câmara de Lobos, e de Joaquina Cesária, natural de São Gonçalo, Funchal, e neto materno de João Soares de Sousa e de Valentina de Sousa, residentes no sítio da Quinta do Leme, em Câmara de Lobos.
Depois de fazer o curso do Liceu do Funchal, matriculou-se na Faculdade de Direito da Universidade de Coimbra onde se formou a 23 de junho de 1884, ingressando em seguida na carreira de Magistrado.
Casou na freguesia de Santa Maria Maior, em 1886, com Georgina de Castro Lomelino, filha de Justiano José Lomelino de Serpa e de Fortunata Augusta de Castro.
Foi delegado do procurador régio em várias comarcas, entre as quais a da Ponta do Sol, foi juiz de Direito na comarca de Santa Cruz, na ilha da Madeira e noutras comarcas do continente, nomeadamente na de Resende, donde terá saído em 1909, em virtude de ter sido promovido à 2ª classe, na de Oliveira do Hospital, onde se encontrava em agosto de 1914, altura em que se mudou para Santa Maria da Feira. Terminaria a sua atividade profissional como Juiz Desembargador no Tribunal da Relação do Porto, aposentando-se, em 1929, por limite de idade.
Em 1921 publicou um opúsculo intitulado "Preceitos de Moral da Infância", de que foram publicadas três edições. Traduziu e editou, em 1926, o livro/opúsculo "Salvação para Todos", de autoria de Émile Catzeflis. 
Encontra-se colaboração da sua autoria  no quinzenário A Voz do Comércio  (1929-1941).
Na sua passagem por Vila da Feira, foi por sua iniciativa que se fundou, a 24 de fevereiro de 1917, a Associação de Assistência aos Pobres de Espinho, conhecida à época apenas por "Assistência", instituição que distribuía refeições e atendia os pobres e doentes mais necessitados da comunidade.
Teve vários filhos, alguns mais tarde fixaram-se na cidade do Funchal, cidade onde chegou a viver por algum tempo. Destes destacaram-se, Artur de Barros e Sousa, que veio a dar o nome a uma empresa de Vinhos Madeira fundada por dr. Pedro José Lomelino, dr. Alberto de Barros e Sousa, advogado em Alcobaça e o eng. agrónomo Abílio de Barros e Sousa, Presidente da Associação de Turismo da Madeira (1924);  responsável pela arborização das serras circundantes à cidade do Funchal; Inspector Geral do Ministério da Economia (1943). Era sogro do coronel Joaquim Mendes Moreira Sacadura, antigo comandante da Escola Prática de Artilharia e do dr. Belarmino Ribeiro Amaral, advogado, ajudante do Conservador do Registo Predial de Oliveira do Hospital (1912) , Administrador do Concelho de Arouca (1916/02/19)  e notário.
Foi associado à Sociedade Teosófica em Portugal, tendo sido presidente do Ramo "Fraternidade", estabelecido na cidade do Porto em setembro de 1925. Este grupo, entretanto, teve vida efémera, não tendo completado dois anos de existência.
Durante alguns anos dirigiu com superior critério e largo espírito de tolerância e de ecletismo, a revista "Luz e Caridade", de Braga, tendo exercido funções de destaque na Sociedade Portuense de Investigações Psíquicas (SPIP).
Entre as suas últimas disposições em testamento, destaca-se:
"(...) Peço com muita humildade e insistência: (...) Toda a modéstia no meu enterro, que o meu corpo, vestido com a beca de magistrado, seja encerrado em caixão de pinho, e transportado ao cemitério mais próximo pelo caminho mais curto numa carreta da Casa do Povo, e enterrado na vala comum. Desejava que o meu falecimento não fosse anunciado nos jornais, nem por qualquer outra forma, senão depois do enterramento. A todos quantos receberam de mim ofensa, a todos quanto devo seja o que for peço humildemente perdão. Espero que a ninguém escandalize o que deixo pedido (...)."